# Warlords Battlecry III
Warlords Battlecry III è il terzo capitolo della serie di videogiochi di Warlords Battlecry, sviluppato dalla Infinite Interactive e pubblicato dalla Enlight Software. È un videogioco strategico in tempo reale ideato da Steve Fawkner, pubblicato nel 2004 per Microsoft Windows.

## Caratteristiche
Warlords Battlecry III di certo si distingue per l'elevato numero di razze giocabili nel videogioco: Minotauri, Cavalieri, Nani, Barbari, Alti Elfi, Elfi dei Boschi, Elfi Oscuri, Nani Oscuri, Demoni, Non-Morti, Impero, Signori delle Piaghe, Fey, Sstrathi, Alveare, Orchi. Ognuna di queste razze ha unità ed edifici diversi dagli altri, e per ogni razza corrisponde un eroe personalizzabile in molti modi. Si può modificare l'avatar, l'immagine dell'avatar e il ruolo dell'eroe. Ad esempio, alchimista e arcimago sono ruoli che aumentano l'intelligenza, pure vedendo un calo della forza. Mentre mercante è un ruolo che vede salire il carisma, tuttavia calando la destrezza. Le 4 statistiche di un eroe sono: Forza, Carisma, Intelligenza, Destrezza. La forza aumenta i punti ferita e il danno. Un eroe Minotauro è naturalmente portato per la Forza, avendo standard più forza di tutti gli altri eroi (10). L'intelligenza aumenta il mana e la velocità di conversione degli edifici. n eroe Signore delle Piaghe è naturalmente portato per l'Intelligenza, avendo standard più intelligenza di tutti gli altri eroi (10). Il carisma aumenta gli sconti dai mercanti e diminuisce le risorse richieste per costruire un edificio. La destrezza aumenta la velocità dell'eroe e le sue possibilità di colpo critico. Nessuna razza ha una particolare predisposizione verso carisma e destrezza. Un eroe può essere equipaggiato con un'arma, uno scudo, un'armatura, un elmo, uno stivale e due "reliquie". Le reliquie sono per lo più anelli o rune protettive.

## Modalità di gioco
Avviato il gioco, si potrà scegliere come giocare tra la modalità Campagna, Schermaglia, Partita on-line o in modalità Editor. Un eroe sale di livello in tutte le modalità, eccetto l'Editor.

### Campagna
Nella campagna si inizia a giocare con la razza scelta dall'eroe. Si può viaggiare da un posto all'altro per reclutare mercenari, comprare e vendere equipaggiamento e compiere missioni, tuttavia bisogna cercare di evitare le imboscate tese dalle altre razze. Per diminuire la frequenza delle imboscate si può cercare di migliorare i rapporti con le altre razze. I vari livelli di rapporto sono questi: Nemico (tenderà imboscate molto frequentemente), Neutrale (tenderà imboscate a ritmo normale), Amico (non terrà imboscate), Alleato (non terrà imboscate e diventa una razza giocabile nelle missioni). Dato che è praticamente impossibile essere amici di tutte le razze, è consigliato avere nemici le razze più deboli come i Fey, gli Elfi Oscuri e i Nani. Nel frattempo, tenersi amiche le razze più potenti del gioco come i Minotauri, gli Sstrathi e i Nani Oscuri. È consigliato cominciare a giocare con razze che hanno naturali legami con le razze elencate prima, e non direttamente con quelle. Ad esempio, gli Orchi hanno un naturale rapporto di amicizia con i Minotauri e sono nemici con i Nani. 

### Schermaglia
Nella modalità Schermaglia si potrà scegliere la mappa su cui giocare, la razza con cui giocare, la quantità di nemici e la loro abilità (in ordine crescente: Scudiero, Cavaliere, Lord, Principe, Signore della Guerra, Imperatore), la quantità di risorse iniziali di ogni giocatore (molto poche, poche, medie, molte, moltissime) e molte regole specifiche, come i requisiti per vincere o vietare alcuni edifici. Si possono impostare i punti esercito fino a un massimo di 50. I punti esercito servono a determinare le truppe base del giocatore. Ogni truppa ha un valore diverso, e l'abilità del giocatore sta anche nel scegliere le truppe giuste per l'inizio. Le truppe possono essere aeree o terrestri, e alcune truppe possono entrare nelle torri per conferire alcuni bonus alla struttura. Le truppe corpo a corpo 
aumentano il raggio, mentre le truppe a distanza aumentano il danno. Se l'eroe entra in una torre, da bonus equivalenti a due truppe corpo a corpo e a due truppe a distanza.

### Partita on-line
La Partita on-line viene organizzata come una schermaglia e con una connessione on-line con quattro alternative: IPK, TCP IP /s. lok., TCP IP: Internet, Enlight Game Lobby. 

### Editor
Con l'Editor si può modificare una mappa esistente o crearne una nuova aggiungendo miniere, templi o altri edifici come botteghe o torri per i giocatori. Si possono aggiungere elementi naturali come lava, montagne, boschi o acqua possono essere aggiunti a blocchi nella mappa. Si possono aggiungere truppe ai vari giocatori per avvantaggiarli nella battaglia, tuttavia non è possibile aggiungere truppe nelle mappe per la campagna.